# Lonchopisthus
Lonchopisthus es un género de peces de la familia Opistognathidae. Fue descrito por Theodore Gill en 1862.

## Especies
- Lonchopisthus ancistrus Smith-Vaniz & Walsh, 2017
- Lonchopisthus higmani Mead, 1959
- Lonchopisthus lemur (G. S. Myers, 1935)
- Lonchopisthus micrognathus (Poey, 1860)
- Lonchopisthus sinuscalifornicus Castro-Aguirre & Villavicencio-Garayzar, 1988